# Астрономія австралійських аборигенів
Астрономія австралійських аборигенів - сукупність астрономічних та космологічних уявлень, що сформувалися у корінних народів Австралії.

## Час сновидінь
Австралійські аборигени вважали, що існує не тільки наша фізична реальність, а й особлива реальність «Часу сновидінь», населена духами предків. Наш світ і ця реальність перетинаються і взаємно впливають один на одного 
Одним з місць, де зустрічаються світ «снів» і реальний світ, є небо: дії предків проявляються в появі і русі Сонця, Місяця, планет і зірок, однак і дії людей можуть вплинути на події на небі .

## Зоряне небо в міфології аборигенів
В міфології аборигенів велика увага приділяється об'єктам зоряного неба: Південному Хресту, Плеядам, Магелланова Хмара тощо. Існує ряд міфологічних сюжетів, пов'язаних з тим чи іншим небесним об'єктом або явищем. Як приклад можна навести міфологічний сюжет народу Йолнгу, пов'язаний з сузір'ям Оріон: сузір'я сприймається як каное з трьома братами (три зірки поясу Оріона), підняте на небо Сонцем через порушення племінного табу одним з братів . У того ж народу планета Венера - це дух-творець Барнумбір; сходячи на передсвітанковому небі, вона тягне за собою мотузку зі світла, пов'язану з островом Баралку, де живуть душі померлих; за допомогою цієї мотузки, використовуючи належні ритуали, люди можуть спілкуватися зі своїми предками . Існує комплекс місячних і сонячних міфів. Розташування зірок на небі використовується для збереження культурних традицій: аборигени виділяють так звані «лінії пісень», що йдуть від сузір'я до сузір'я, які використовуються в процесі навчання в їхньому товаристві .

## Зображення небесних об'єктів
Незважаючи на те, що в Австралії було знайдено досить велику кількість наскельних малюнків аборигенів, залишається неясним, зображувалися чи в них об'єкти зоряного неба або навіть сузір'я. На деяких таких малюнках є групи круглих отворів або намальовані кола, які деякі дослідники співвідносять з відомими сузір'ями; однак говорити про достовірність встановлення тотожності в даному випадку не можна, оскільки навіть випадково розташовані отвори можна при певних припущеннях пов'язати з відомими сузір'ями . Тим не менш, передбачається, що деякі стилізовані зображення страуса ему відносяться до відомого по всій Австралії небесного об'єкту - освіченому темними пиловими хмарами Чумацькому Шляху .

## Практичне застосування астрономічних знань
Австралійський астроном Джон Морісон припустив, що деякі кам'яні споруди в північно-західній Вікторії могли бути використані для календарних цілей, вказуючи на розташування сходу і заходу сонця в певні пори року.
Деякі групи аборигенів виявили зв'язок між розташуванням на небі певних зірок і сузір'їв і періодичними подіями, які впливали на їх джерела прожитку. Так, плем'я буронг з північної Вікторії пов'язувало схід на небі зірки Арктур з появою смачних і поживних личинок терміту у серпні та вересні, коли інша їжа була практично недоступна. Коли Арктур переставав з'являтися на небі - зникали і личинки терміту .
Незважаючи на наявність у аборигенів певних відомостей про небо і об'єктах на ньому, немає відомостей про те, що будь-яке з племен аборигенів використовувало календар, пов'язаний з фазами місяця; не використовувалися небесні об'єкти і для навігації . Незважаючи на наявність великої міфології, яка описує небесні об'єкти, і космогонічних уявлень, у аборигенів практично не розвинена була кількісна астрономія .

## Див. Також
- Наскельні малюнки аборигенів Австралії
- Петрогліфи